# Curtiss V8

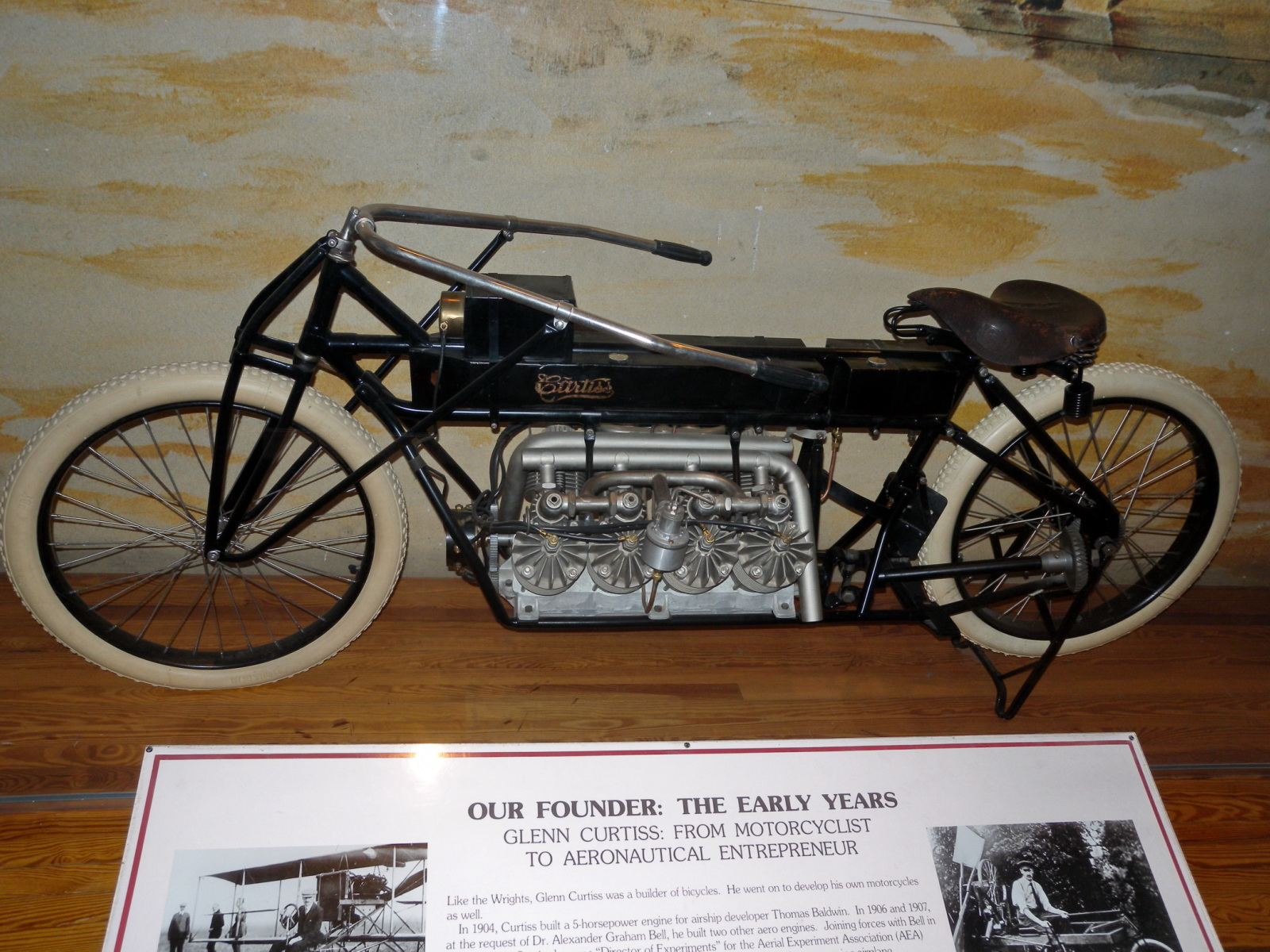
Curtiss V-8

Die Curtiss V8 (1906–1907) war ein Rennmotorrad des amerikanischen Herstellers Curtiss. Es wurde eigens zum Erreichen von Geschwindigkeitsrekorden gebaut und war das weltweit erste Motorrad mit V8-Motor.

## Entwicklung und Technik
Glenn Curtiss, amerikanischer Rennfahrer, Luftfahrtpionier, Pilot und Unternehmer, bekam 1906 von Dr. Silverton aus Milwaukee den Auftrag, einen V8-Motor für ein Flugzeug zu entwickeln. Mit Dr. Silverton vereinbarte Curtiss, den Motor vor der Übergabe zu testen. Curtiss baute den Motor, der später in der Curtiss Golden Flyer verwandt wurde, in einen verstärkten Motorradrahmen ein. Der Zylinderwinkel betrug 90 Grad, da sich dies nach Curtiss als am besten erwies. Das Rekordmotorrad hatte acht getrennte Zylinder auf einem Motorblock aus Aluminium und einen Vergaser für je vier Zylinder. Angetrieben wurde es über eine Welle. Über einen extrem langen Lenker, am Lenkkopf sowie an der Radachse befestigt, wurde das Motorrad gesteuert.

## Rekordfahrten
Im Januar 1907 reiste Curtiss mit verschiedenen Motorrädern nach Ormond Beach, Florida; am dortigen Sandstrand waren schon früher Rekordfahrten unternommen worden. Bei einer ersten Rekordfahrt gelang es Curtiss mit seiner eigenen in Serie gefertigten Zweizylinder-V-Twin, die Meile in 46,4 Sekunden zu durchfahren. Bei nicht offiziellen Zeitmessungen gelang es Curtiss am 24. Januar 1907 mit der V8 die Meile in 26,4 Sekunden zu durchfahren, eine weitere Meile benötigte Curtiss, um das Motorrad zum Stillstand zu bringen. Die Geschwindigkeit, die Curtiss erreichte, entsprach 136,36 mph bzw. 219,45 km/h. Niemand war bis dahin schneller, weder zu Lande noch in der Luft. Curtiss war damit der schnellste Mann der Welt. Der Rekord für alle Fahrzeuge hielt bis zum Jahr 1911, der Rekord für Motorräder wurde erst 1930 von Joseph S. Wright auf OEC Temple JAP gebrochen.
Das Motorrad befindet sich heute im Smithsonian National Air and Space Museum, bis auf die Antriebswelle, im Originalzustand.